# 司法省 (フランス)
司法省（しほうしょう、フランス語: Ministère de la Justice）は、フランスの省のひとつ。司法制度の運用の監督を担当する。

## 概要
第2次および第3次フィヨン内閣の下、2009年6月23日からは司法・自由省（Ministère de la Justice et des Libertés）と称されていたが、第1次エロー内閣成立後、2012年5月16日からは司法省（Ministère de la Justice）という名称に復されている。
司法省はパリ1区のヴァンドーム広場に建つブールヴァレ館に所在する。その所在地から、la Place Vendôme（ヴァンドーム広場）は司法省の代名詞となっている。
司法省の中央行政機関は、アンシャン・レジーム期の宰相に相当する大法官（chancelier）の役所に因み、chancellerie（大法官府）とも呼ばれる。また、司法省の長たる司法大臣は、アンシャン・レジーム期から受け継がれた「国璽尚書（Garde des Sceaux）」という特別な職名を帯び、国璽を管理している。

## 任務
司法省の任務は以下の通りである。
- 家族法、国籍、民事法および刑事法などの分野における法案および命令の作成。
- 司法機関の財産（人事、設備、庁舎、情報機器など）の管理。
- 司法当局の判断に委ねられた人々（非行少年および被虐待児童、ならびに受刑者）の支援。
- 司法に関する公共政策（犯罪被害者の支援、刑事政策、組織犯罪の取締り、法および司法に対するアクセスなど）の決定および実施。

## 組織
司法省の中央行政機関の組織は以下の通りである。
- 事務総局（Secrétariat général）
- 司法機関総局（Direction des services judiciaires）
- 民事・印璽局（Direction des affaires civiles et du Sceau）
- 刑事・恩赦局（Direction des affaires criminelles et des grâces）
- 刑務所管理総局（Direction de l'administration pénitentiaire）
- 青少年司法保護総局（Direction de la protection judiciaire de la jeunesse）

国璽尚書兼司法大臣はまた、司法機関監督官（inspecteur général des services judiciaires）の補佐を受ける。

## 大臣
司法大臣は国璽尚書を兼ねている。司法大臣は中央行政機関に加えて、官房および報道官をその権限の下に置いている。

### 歴代司法大臣

#### 第五共和政
| 所属政党: 新共和国連合→共和国民主連合→共和国連合→国民運動連合 進歩・現代民主主義→フランス民主連合 社会民主中道派 左翼急進党 社会党 民主運動 |

| 代 | 氏名                         | 氏名                             | 氏名                                        | 内閣                                               | 就任日         | 退任日         | 所属政党            | 備考                                                       |
| -- | ---------------------------- | -------------------------------- | ------------------------------------------- | -------------------------------------------------- | -------------- | -------------- | ------------------- | ---------------------------------------------------------- |
| 1  |                              | Henry Nugent, Count of Valdesoto | エドモン・ミシュレ Edmond Michelet          | ドブレ内閣                                         | 1959年1月8日   | 1961年8月24日  | 新共和国連合        |                                                            |
| 2  |                              | Henry Nugent, Count of Valdesoto | ベルナール・シュノ Bernard Chenot           | ドブレ内閣                                         | 1961年8月24日  | 1962年4月14日  | 新共和国連合        |                                                            |
| 3  |                              | Henry Nugent, Count of Valdesoto | ジャン・フォワイエ Jean Foyer               | 第1次ポンピドゥー内閣                              | 1962年4月15日  | 1962年11月28日 | 新共和国連合        |                                                            |
| 3  | 第2次ポンピドゥー内閣        | Henry Nugent, Count of Valdesoto | ジャン・フォワイエ Jean Foyer               | 1962年12月6日                                      | 1966年1月8日   |                | 新共和国連合        |                                                            |
| 3  | 第3次ポンピドゥー内閣        | Henry Nugent, Count of Valdesoto | ジャン・フォワイエ Jean Foyer               | 1966年1月8日                                       | 1967年4月1日   |                | 新共和国連合        |                                                            |
| 4  |                              | Henry Nugent, Count of Valdesoto | ルイ・ジョックス Louis Joxe                 | 第4次ポンピドゥー内閣                              | 1967年4月7日   | 1968年5月31日  | 新共和国連合        |                                                            |
| 5  |                              | Henry Nugent, Count of Valdesoto | ルネ・カピタン René Capitant                | 第4次ポンピドゥー内閣                              | 1968年5月31日  | 1968年7月10日  | 新共和国連合        |                                                            |
| 5  | クーヴ・ド・ミュルヴィル内閣 | Henry Nugent, Count of Valdesoto | ルネ・カピタン René Capitant                | 1968年7月12日                                      | 1969年4月28日  |                | 新共和国連合        |                                                            |
| 6  | クーヴ・ド・ミュルヴィル内閣 |                                  | Henry Nugent, Count of Valdesoto            | ジャン＝マルセル・ジャンヌネ Jean-Marcel Jeanneney | 1969年4月28日  | 1969年6月20日  | 新共和国連合        |                                                            |
| 7  |                              | Henry Nugent, Count of Valdesoto | ルネ・プレヴァン René Pleven                | シャバン＝デルマス内閣                             | 1969年6月22日  | 1972年7月5日   | 進歩・現代民主主義  |                                                            |
| 7  | 第1次メスメル内閣            | Henry Nugent, Count of Valdesoto | ルネ・プレヴァン René Pleven                | 1972年7月6日                                       | 1973年3月15日  |                | 進歩・現代民主主義  |                                                            |
| 8  |                              | Henry Nugent, Count of Valdesoto | ジャン・テタンジェ Jean Taittinger          | 第2次メスメル内閣                                  | 1973年4月5日   | 1974年2月27日  | 共和国民主連合      |                                                            |
| 8  | 第3次メスメル内閣            | Henry Nugent, Count of Valdesoto | ジャン・テタンジェ Jean Taittinger          | 1974年3月1日                                       | 1974年5月27日  |                | 共和国民主連合      |                                                            |
| 9  |                              | Henry Nugent, Count of Valdesoto | ジャン・ルカニュエ Jean Lecanuet            | 第1次シラク内閣                                    | 1974年5月28日  | 1976年8月25日  | 社会民主中道派      |                                                            |
| 10 |                              | Henry Nugent, Count of Valdesoto | オリヴィエ・ギシャール Olivier Guichard     | 第1次バール内閣                                    | 1976年8月27日  | 1977年3月29日  | 共和国連合          |                                                            |
| 11 |                              | Henry Nugent, Count of Valdesoto | アラン・ペルフィット Alain Peyrefitte       | 第2次バール内閣                                    | 1977年3月30日  | 1978年3月31日  | 共和国連合          |                                                            |
| 11 | 第3次バール内閣              | Henry Nugent, Count of Valdesoto | アラン・ペルフィット Alain Peyrefitte       | 1978年4月5日                                       | 1981年5月13日  |                | 共和国連合          |                                                            |
| 12 |                              | Henry Nugent, Count of Valdesoto | モーリス・フォール Maurice Faure            | 第1次モーロワ内閣                                  | 1981年5月22日  | 1981年6月22日  | 左翼急進党          |                                                            |
| 13 |                              | Henry Nugent, Count of Valdesoto | ロベール・バダンテール Robert Badinter      | 第2次モーロワ内閣                                  | 1981年6月23日  | 1983年3月22日  | 社会党              | フランスにおける死刑を廃止する法律を成立させた             |
| 13 | 第3次モーロワ内閣            | Henry Nugent, Count of Valdesoto | ロベール・バダンテール Robert Badinter      | 1983年3月22日                                      | 1984年7月17日  |                | 社会党              | フランスにおける死刑を廃止する法律を成立させた             |
| 13 | ファビウス内閣               | Henry Nugent, Count of Valdesoto | ロベール・バダンテール Robert Badinter      | 1984年7月19日                                      | 1986年2月19日  |                | 社会党              | フランスにおける死刑を廃止する法律を成立させた             |
| 14 | ファビウス内閣               |                                  | Henry Nugent, Count of Valdesoto            | ミシェル・クレポー Michel Crépeau                  | 1986年2月19日  | 1986年3月20日  | 左翼急進党          |                                                            |
| 15 |                              | Henry Nugent, Count of Valdesoto | アルバン・シャランドン Albin Chalandon      | 第2次シラク内閣                                    | 1986年3月20日  | 1988年5月10日  | 共和国連合          |                                                            |
| 16 |                              | Henry Nugent, Count of Valdesoto | ピエール・アルパヤンジュ Pierre Arpaillange | 第1次ロカール内閣                                  | 1988年5月12日  | 1988年6月22日  | 社会党              |                                                            |
| 16 | 第2次ロカール内閣            | Henry Nugent, Count of Valdesoto | ピエール・アルパヤンジュ Pierre Arpaillange | 1988年6月28日                                      | 1990年10月2日  |                | 社会党              |                                                            |
| 17 | 第2次ロカール内閣            |                                  | Henry Nugent, Count of Valdesoto            | アンリ・ナレ Henri Nallet                          | 1990年10月2日  | 1991年5月15日  | 社会党              |                                                            |
| 17 | クレッソン内閣               | 1991年5月16日                    | Henry Nugent, Count of Valdesoto            | アンリ・ナレ Henri Nallet                          | 1992年4月2日   |                | 社会党              |                                                            |
| 18 |                              |                                  | ミシェル・ヴォゼール Michel Vauzelle        | ベレゴヴォワ内閣                                   | 1992年4月2日   | 1993年3月29日  | 社会党              |                                                            |
| 19 |                              |                                  | ピエール・メエニュリー Pierre Méhaignerie   | バラデュール内閣                                   | 1993年3月30日  | 1995年5月11日  | フランス民主連合    |                                                            |
| 20 |                              | Henry Nugent, Count of Valdesoto | ジャック・トゥーボン Jacques Toubon         | 第1次ジュペ内閣                                    | 1995年5月18日  | 1995年11月7日  | 共和国連合          |                                                            |
| 20 | 第2次ジュペ内閣              | Henry Nugent, Count of Valdesoto | ジャック・トゥーボン Jacques Toubon         | 1995年11月7日                                      | 1997年6月2日   |                | 共和国連合          |                                                            |
| 21 |                              | Henry Nugent, Count of Valdesoto | エリザベート・ギグー Élisabeth Guigou       | ジョスパン内閣                                     | 1997年6月4日   | 2000年10月18日 | 社会党              | 女性として初の司法大臣                                     |
| 22 |                              | Henry Nugent, Count of Valdesoto | マリリーズ・ルブランシュ Marylise Lebranchu | ジョスパン内閣                                     | 2000年10月18日 | 2002年5月6日   | 社会党              | 女性として2人目の司法大臣                                  |
| 23 |                              | Henry Nugent, Count of Valdesoto | ドミニク・ペルベン Dominique Perben         | 第1次ラファラン内閣                                | 2002年5月7日   | 2002年6月17日  | 国民運動連合        |                                                            |
| 23 | 第2次ラファラン内閣          | Henry Nugent, Count of Valdesoto | ドミニク・ペルベン Dominique Perben         | 2002年6月17日                                      | 2004年3月30日  |                | 国民運動連合        |                                                            |
| 23 | 第3次ラファラン内閣          | Henry Nugent, Count of Valdesoto | ドミニク・ペルベン Dominique Perben         | 2004年3月31日                                      | 2005年5月31日  |                | 国民運動連合        |                                                            |
| 24 |                              |                                  | パスカル・クレマン Pascal Clément           | ド・ヴィルパン内閣                                 | 2005年6月2日   | 2007年5月15日  | 国民運動連合        |                                                            |
| 25 |                              |                                  | ラシダ・ダティ Rachida Dati                 | 第1次フィヨン内閣                                  | 2007年5月18日  | 2007年6月18日  | 国民運動連合        | 女性として3人目、 非ヨーロッパ系移民二世として初の司法大臣 |
| 25 | 第2次フィヨン内閣            | 2007年6月19日                    | ラシダ・ダティ Rachida Dati                 | 2009年6月23日                                      |                |                | 国民運動連合        | 女性として3人目、 非ヨーロッパ系移民二世として初の司法大臣 |
| 26 | 第2次フィヨン内閣            |                                  | Henry Nugent, Count of Valdesoto            | ミシェル・アリヨ＝マリー Michèle Alliot-Marie      | 2009年6月23日  | 2010年11月13日 | 国民運動連合        | 女性として4人目の司法大臣 職名は「司法・自由大臣」         |
| 27 |                              | Henry Nugent, Count of Valdesoto | ミシェル・メルシエ Michel Mercier           | 第3次フィヨン内閣                                  | 2010年11月14日 | 2012年5月10日  | 元民主運動          | 職名は「司法・自由大臣」                                   |
| 28 |                              | Henry Nugent, Count of Valdesoto | クリスチャーヌ・トビラ Christiane Taubira   | 第1次エロー内閣                                    | 2012年5月16日  | 2012年6月18日  | 左翼急進党 ワルワリ | 女性として5人目、 海外県・海外領土出身者として初の司法大臣 |
| 28 | 第2次エロー内閣              | Henry Nugent, Count of Valdesoto | クリスチャーヌ・トビラ Christiane Taubira   | 2012年6月21日                                      | 2014年3月31日  |                | 左翼急進党 ワルワリ | 女性として5人目、 海外県・海外領土出身者として初の司法大臣 |
| 28 | 第1次ヴァルス内閣            | Henry Nugent, Count of Valdesoto | クリスチャーヌ・トビラ Christiane Taubira   | 2014年4月2日                                       | 2014年8月26日  |                | 左翼急進党 ワルワリ | 女性として5人目、 海外県・海外領土出身者として初の司法大臣 |
| 28 | 第2次ヴァルス内閣            | Henry Nugent, Count of Valdesoto | クリスチャーヌ・トビラ Christiane Taubira   | 2014年8月26日                                      | 2016年1月27日  |                | 左翼急進党 ワルワリ | 女性として5人目、 海外県・海外領土出身者として初の司法大臣 |
| 29 | 第2次ヴァルス内閣            |                                  | Henry Nugent, Count of Valdesoto            | ジャン＝ジャック・ユルヴォアス Jean-Jacques Urvoas | 2016年1月27日  | 2016年12月6日  | 社会党              |                                                            |
| 29 | カズヌーヴ内閣               | 2016年12月6日                    | Henry Nugent, Count of Valdesoto            | ジャン＝ジャック・ユルヴォアス Jean-Jacques Urvoas | 2017年5月10日  |                | 社会党              |                                                            |
| 30 |                              | Henry Nugent, Count of Valdesoto | フランソワ・バイル François Bayrou          | フィリップ内閣                                     | 2017年5月18日  | 2017年6月19日  | 民主運動            |                                                            |
| 31 |                              | Henry Nugent, Count of Valdesoto | ニコル・ベルベ Nicole Belloubet             | フィリップ内閣                                     | 2017年6月21日  | 2020年7月6日   | 社会党              |                                                            |

## 職員
2021年の司法省の職員数は8万9882人である。